# عبد السلام عارف
عبد السلام عارف (واسمهُ الكامل عبد السلام محمد عارف ياس خضر الجميلي) (21 مارس/آذار 1921 - 13 أبريل/نيسان 1966) هو ضابط عسكري وعضو في حزب الاتحاد الاشتراكي العربي ووزير الداخلية بالوكالة ونائب رئيس الوزراء عام 1958 ورئيس جمهورية العراق والقائد الأعلى للقوات المسلحة العراقية من عام 1963 إلى 1966، ويعدُّ ثاني حاكم عراقي من بعد الحكم المَلكي، ومن أحد قادة ثورة 14 تموز.
أصبح بعد نجاح حركة 14 تموز 1958 الرجل الثاني في الدولة بعد العميد عبد الكريم قاسم رئيس الوزراء وشريكه في الثورة فتولى منصبي نائب رئيس الوزراء ووزير الداخلية وهو برتبة عقيد أركان حرب، ثم حصل خلاف بينه وبين رئيس الوزراء عبد الكريم قاسم جعله يعفي عارف من مناصبه، وأبعد بتعينه سفيراً للعراق في ألمانيا الغربية، وبعدها لفقت له تهمة محاولة قلب نظام الحكم، فحكم عليه بالإعدام ثم خفف إلى السجن المؤبد ثم أخرج من السجن وتم وضعه في الإقامة الجبرية حتى قيام حركة 8 فبراير/شباط 1963 التي خطط لها ونفذها حزب البعث العربي الاشتراكي بالتعاون مع التيار القومي وشخصيات مدنية وعسكرية مستقلة، اختير رئيساً للجمهورية من قبل المجلس الوطني لقيادة الثورة في 8 فبراير/شباط 1963.

## نشأة عارف وحياته السياسية
ولد الرئيس عارف في 21 مارس 1921 في بغداد من عائلة مرموقة تعمل في تجارة الاقمشة متحدرة من منطقة خان ضاري، إحدى ضواحي الفلوجة، ويرجع نسبه إلى عشيرة الوليد ابن منصور بن جسام وهي من عشائر قبيلة الجميلة وخاله الشيخ ضاري المحمود الزوبعي أحد قادة ثورة العشرين ضد الاحتلال البريطاني بعد الحرب العالمية الأولى. نشأ في بغداد وأكمل دراسته الابتدائية والثانوية عام 1934.
التحق بالكلية العسكرية التي تخرج فيها عام 1941 برتبة ملازم ثان. من ثوار ثورة مايو/مايس 1941 ضد الحكومة الخاضعة للاحتلال البريطاني ابان الحرب العالمية الثانية بقيادة رشيد عالي الكيلاني باشا رئيس الوزراء والعقداء الأربعة الملقبين «بالمربع الذهبي»: العقيد صلاح الدين الصباغ والعقيد فهمي سعيد والعقيد كامل شبيب والعقيد محمود سلمان، نُقل إلى البصرة بعد الإطاحة بحكومة الثورة حتى عام 1944. نُقل إلى الناصرية عام 1944. اختير عام 1946 مدربا في الكلية العسكرية التي لم يكن يقبل فيها إلا الأوائل ومن المعروفين بروح القيادة والمهنية العالية. نقل إلى كركوك عام 1948 ومنها سافر إلى فلسطين. اشترك في حرب فلسطين الأولى عام 1948. عند عودته من حرب فلسطين أصبح عضواً في القيادة العامة للقوات المسلحة عندما أصبح الفريق نور الدين محمود رئيسا لأركان الجيش. نقل عام 1950 إلى دائرة التدريب والمناورات.
عام 1951، التحق بدورة القطعات العسكرية البريطانية في دسلدورف بألمانيا الغربية للتدريب وبقي فيها بصفة ضابط ارتباط ومعلم أقدم للضباط المتدربين العراقيين، حتى عام 1956. عند عودته من ألمانيا نقل إلى اللواء التاسع عشر عام 1956. بُلّغ بالسفر إلى المفرق ليكون على اهبة الاستعداد لإسناد القطعات الأردنية إمام التهديدات الإسرائيلية التي كانت سبباً في الإطاحة بالنظام الملكي عام 1958.انضم عبد السلام عارف إلى تنظيم الضباط الوطنيين الاحرار قبل عبد الكريم قاسم حيث التمس من التنظيم في إحدى اجتماعات اللجنة العليا، ان ينظر في انضمام عبد الكريم قاسم، حسب البروتوكول المتبع لدى اللجنة العليا، وقال بهدوء مشيدا بعبد الكريم قاسم بعبارته الشهيرة «لا زعيم الا كريم» مما يدل على عمق العلاقة بين الرجلين، وكان تنظيم الضباط الوطنيين الاحرار قد ناقش في السابق موضوع انضمام قاسم إلا أنه لم يحصل على تأييد من قبل الأعضاء لأنه كان أحد رجالات الحكم الملكي والمقرب من نوري السعيد كما كان يعرف بمزاجيته وتطلعاته الشخصية وعدم درايته بالشأن السياسي على الرغم من كونهِ عسكريا مهنيا منضبطا، كما كان التنظيم يحذر منه لارائه اليسارية وعلاقاته الوطيدة بالعناصر الشيوعية. وكان انضمام عارف للتنظيم قد مهد لهُ لأن يكون من المساهمين الفاعلين في التحضير والقيام بحركة 14 يوليو 1958 حيث أوكلت إليهِ تنفيذ ثلاثة عمليات صبيحة الحركة أدت إلى سقوط النظام الملكي.

## شخصيته

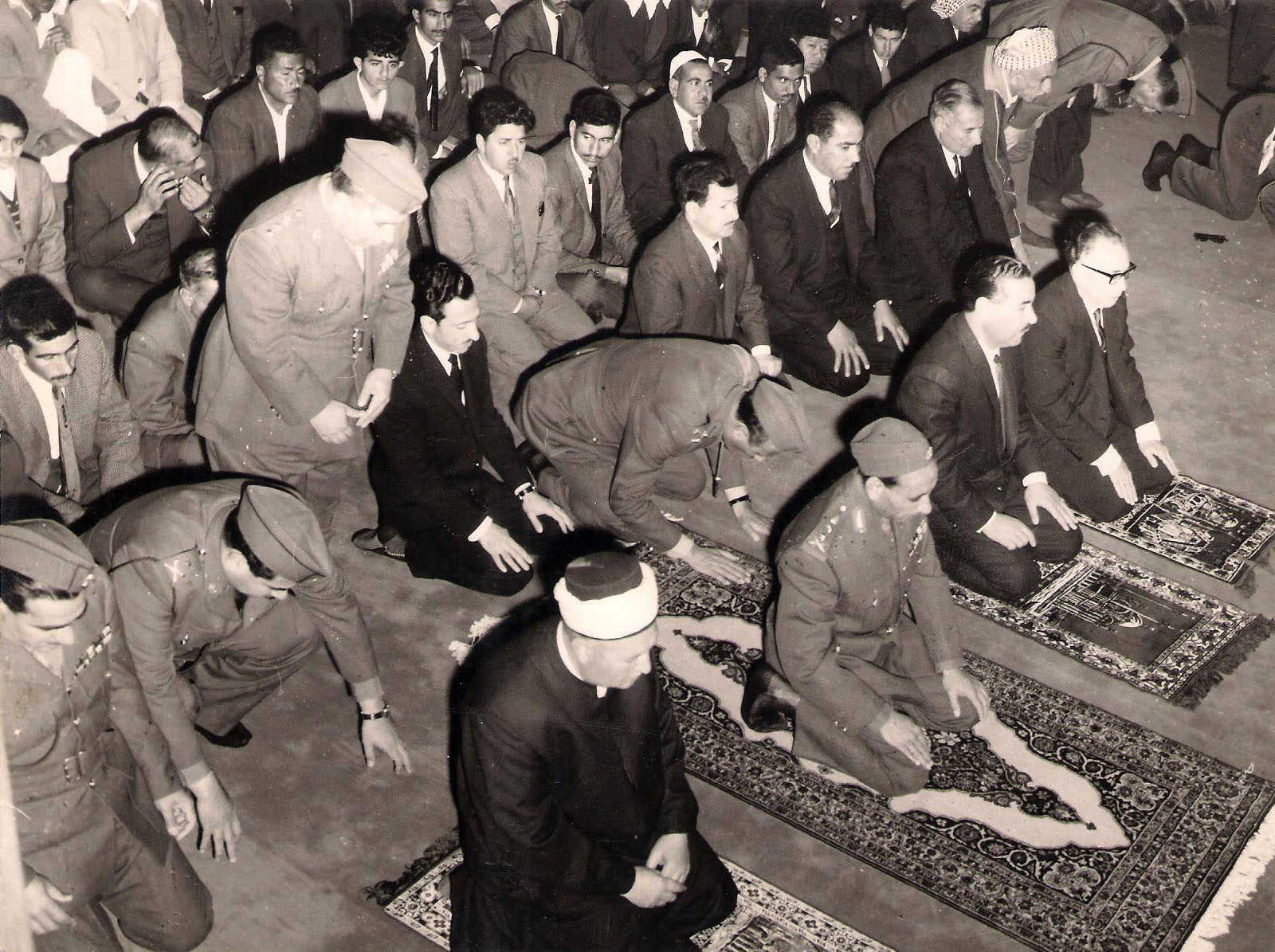
الرئيس عبد السلام عارف يصلي صلاة العيد عند إفتتاحهِ لجامع السامرائي في بغداد عام 1964

أتسم الرئيس عبد السلام عارف بشخصية كاريزمية مؤثرة في الأحداث وذوعاطفة وانفعال ومشاعر وطنية جارفة اثرت على الكثير من مواقفه الوطنية والعربية وقد أسيء بسبب ذلك فهم مقاصده، ولقد تطورت شخصيته القيادية على مرحلتين:
المرحلة الأولى بعد حركة 1958 حيث عرفت سياسته بالعفوية والبساطة وكثيرا ما كان يحي صديق قديم أو شراء بعض متطلبات العائلة عند عودته من عمله دون الاهتمام بالبروتوكول، أو القاء الخطب المرتجلة التي أثارت الكثير من الجدل والتي كان يتفاخر فيها بدوره الرئيسي في تنفيذ حركة 14 يوليو/تموز. فجراء قيامه بصفحة التنفيذ المباشر لحركة يوليو تموز 1958، تغيرت شخصيته كثيرا وحاول محاكاة شخصيات القادة والحكام الثوريين، وكانت صيحة العصر في مرحلة نشأته في الأربعينيات والخمسينيات، هي لغة الخطابة الحماسية لذلك النموذج من القادة من امثال غيفارا وغاندي وديكول وتشرشل علاوة على القادة العرب المؤثرون الذين في بداياتهم سلكوا نفس الخطى في تبني لغة الحماسة في الخطابات المرتجلة، كالملك غازي الذي عرف بخطاباته الوطنية التي كان يلقيها من محطة إذاعة خاصة به في قصر الزهور وجمال عبد الناصر والحبيب برقيبة وشكري القوتلي وحسني الزعيم وقادة ثورة الجزائر كأحمد بن بيلا.
اصيب عارف خلال الشهر الأول بعد نجاحه بقلب نظام الحكم الملكي بحالة من الخيلاء بسبب دوره في الحركة جعلته في بعض الأحيان ينفرد باللقاءات الصحفية والقاء الخطب الحماسية، كما أن هواجسه من كتلة عبد الكريم قاسم اليسارية داخل الوزارة بدأت تتعاظم حول بداية قاسم لابعاد الشخصيات الوطنية والقومية وباقي أعضاء تنظيم الضباط الوطنيين وتقربه من التيارات الشيوعية والماركسية، وهكذا بدأت تتفاقم الهواجس الأخرى جراء التناقض الايديولوجي بين الكتلتين في الحكم، ذلك الصراع الذي انتهى باقصاء عارف وكتلته القومية واحالته إلى المحكمة الخاصة وسجنه، والتي خلالها واجه حملات التشهير والنقد اللاذع على أسلوبه في بداية الثورة وخطبه الارتجالية، الأمر الذي أدى به إلى تغير ملحوظ في شخصيته التي تركت الأحداث والهواجس بصماتها عليها فأصبح أكثر حذرا وأقل ظهورا أمام الرأي العام وأكثر هدوءً وعمقا في الأحاديث السياسية والفكرية.
المرحلة الثانية بعد توليه الرئاسة عام 1963 حيث عرف بشخصية متوازنة ومؤثرة، حيث أصبح أكثر عمقا وتفهما لضرورات الأمن القومي العراقي والسياسة المحلية والدولية، وبدأ يطرح مبادئه وايديولوجياته عن الاشتراكية الإسلامية، وكذلك عن عدم إمكانية تحقيق الوحدة العربية مالم تتحقق الوحدة الوطنية لكل قطر عربي بشكل منفرد.
انتمى للتيار العربي المستقل منذ بداياته في الجيش مثأثرا بالشعارات العربية لثورة ايار/مايس 1941 وامن بالوحدة العربية التي تستند على الوحدة الوطنية. كما عُرف بالتدين وبالنزاهة والتقشف على الرغم من تحدره من عائلة ميسورة، وعرف الرئيس عارف بمهنيته العسكرية العالية وعرف أيضا اعجابه بالملك غازي والعقيد صلاح الدين الصباغ أحد قادة ثورة ايار/مايس 1941.
ولقد اعجبه كثيرا التكتيك السياسي لأول انقلاب عسكري في الوطن العربي والذي قام به الفريق بكر صدقي باشا ضد رئاسة الوزراء العراقية عام 1936 مع الإبقاء على الولاء للملك غازي. وكثيرا ما كان مع صديقه الرئيس المصري جمال عبد الناصر يدخل في نقاشات عسكرية وسياسية حول انقلاب بكر صدقي وثورة ايار/مايس 1941 ابان الحرب العالمية الثانية ومدى تاثر الضباط المصريين الأحرار بتكتيك انقلاب بكر صدقي والشعارات العربية لثورة 7 مايو/ايار 1941 بقيادة رشيد عالي الكيلاني باشا، عند تنفيذ ثورة يوليو/تموز 1952 وبالكيفية التي ابقت على النظام الملكي لمصر وتعيين وصي على العرش بداية الثورة كما كان معمولا به في العراق بعد وفاة الملك غازي الأول عام 1939.

## عبد السلام عارف وحركة 14 يوليو/ تموز 1958
أطاحت حركة 14 يوليو/تموز 1958 بالحكم الملكي الذي اختلف في تقييمه النقاد والمؤرخون كما اختلفوا بتسميتها ما بين الانقلاب والثورة. ولكن الشيء الاكيد بان الحكم الملكي كان يحمل بين جنباته النقيضين: النزعة الوطنية من جهة وممالاة النفوذ البريطاني والمستعمر السابق ذو اليد الطولى في العراق والمنطقة من جهة ثانية. ويتجاذب هذان النقيضان استناداً لاهواء هذا الملك أو ذاك أو انتماءات وبرامج هذه الوزارة أو تلك. ويمكن أن تُقسم فترة حكم النظام الملكي إلى حقبتين متعارضتين في التوجهات السياسة والعقائدية والبنى الإستراتيجية فتمثلت «الحقبة الأولى- أو المملكة العراقية الأولى» بزعامة الملكين فيصل الأول وغازي الأول بكونها فترة تأسيس الدولة العراقية وبناها التحتية وتميزت بالنزعة الوطنية والطموح لبناء دولة تستضيف عاصمة الخلافة بعد سقوطها في تركيا متنافسة مع الأسرة العلوية في مصر والأسرة السعودية في الحجاز ومن أهداف هذه الدولة إعادة الوحدة مع الولايات العربية المنحلة عن الدولة العثمانية والتي تشكلت منها دولا حديثة ناقصة الاستقلال وقد عرف الملك فيصل الأول برجاحة عقلة ودبلوماسيتة وابتعاده عن المواقف الحادة في سياسته الداخلية والخارجية خصوصا مع الإنجليز إلا أن توجهات الملك غازي الأول (1933 – 1939) الوطنية والأكثر صرامة ومن ثم وزارة رشيد عالي الكيلاني باشا 1941 المناهضة للمد البريطاني كان لها الأثر والصدى لدى الشارع العراقي الذي أصيب بإحباط كبير عند دخول الجيش البريطاني وإسقاط الحكومة بغية تنفيذ استراتيجيات الحرب العالمية الثانية في العراق والمنطقة.
بعد خروج القوات البريطانية استهلت «الحقبة الثانية – أو المملكة العراقية الثانية»، بتشكيل نوري السعيد باشا لوزارته وهو المعروف بحنكته وشكيمته وبوطنيته وحبه للعراق وولائه لحكومة «صاحب الجلالة» البريطاني، عاقدا العزم على تأسيس حلف يضم الوصي على العرش سمو الأمير عبد الإله الهاشمي وبعض مراكز القوى من الوزراء والشخصيات التي تمثل الطوائف والأعراق المختلفة.
تسلسلت الوزارات التي غلب عليها طابع الصراعات وممالاة القوى المنتصرة في الحرب العالمية الثانية وتنفيذ مصالحها. كما اتسمت حركة بناء البلد بوتيرة منخفضة عما كانت عليه في «الحقبة الأولى - أو المملكة العراقية الأولى». كما أنعكست هذه السياسات والصراعات على المواقف العربية التي كانت تلعب دورا كبيرا في السياسة المحلية للأقطار العربية بسبب نشأتها الحديثة التي تأتت من انسلاخ هذه الأقطار عن وطن عربي واحد كان تحت الحكم العثماني على شكل ولايات وإمارات مرتبطة بالدولة المركزية في الأستانة (إسطنبول). فبدأ الحكم الملكي يتخذ مواقف هدفها تنفيذ المصالح البريطانية في المنطقة على حساب مصالح بعض الدول العربية كعدم الجدية بالوقوف ضد تأسيس «إسرائيل» على أرض فلسطين وخسارة الحرب في 1948، ثم تشكيل حلف السنتو والوقوف ضد مصر في العدوان الثلاثي عليها وحملة العداء على سوريا والتوتر مع السعودية.
قامت نخبة من طلائع الضباط المستنيرين بتشكيل «تنظيم الضباط الوطنيين» الذي اسماه الاعلاميون لاحقا بتنظيم الضباط الأحرار اسوةً بتنظيم الضباط الأحرار في مصر. وقد انضم لهذا التنظيم العميد عبد الكريم قاسم الذي طلب انضمام زميله العقيدعبد السلام عارف الذي تردد التنظيم بضمه للتنظيم باديء الأمر لأسباب تتعلق بمزاجيته وتطلعاته الفردية التي كان يعرفه بها زملائه من الضباط. وبسبب تأجيل تنظيم الضباط الوطنيين بالقيام بالحركة لأكثر من مرة أتفق عبد السلام عارف مع عبد الكريم قاسم وبالاتفاق مع بعض الضباط من أعضاء التنظيم وهم الفريق نجيب الربيعي والعميد ناظم الطبقجلي والعقيد رفعت الحاج سري والعقيد عبد الرحمن عارف والعقيد عبد الوهاب الشواف بالمبادرة للشروع بالتحرك للإطاحة بالحكم الملكي دون الرجوع للتنظيم، مستغلين فرصة قيام الاتحاد الهاشمي وتحرك القطعات العراقية لاسناد الأردن ضد تهديدات إسرائيلية لقيام الاتحاد.
عند مرور القطعات ببغداد بقيادة اللواء أحمد حقي الذي تجاوز بغداد مارا بالفلوجة القريبة نجح الضباط بالإطاحة بالنظام الملكي وقد تولى عبد السلام عارف بفاعلية وشجاعة قيادة القطعات الموكلة له منفذا ثلاث عمليات مهمة أدت إلى سقوط النظام الملكي فتوجه أولا إلى مركز اتصالات الهاتف المركزي «البدالة المركزية» وقام شخصيا بقطع الاتصالات بسحب كابلات الاتصالات، ثم توجه إلى مقر الجيش وبعد تأمين السيطرة عليه توجه إلى استوديوهات «دار الإذاعة العراقية» وبعد السيطرة عليها اذاع بنفسه بيان الثورة. وكتب رسالته الشهيرة لوالده عند الشروع بالحركة طالباً رضاه والدعاء له بتحقيق النصر أو الدعاء له ليتقبله الله شهيدا في حالة وفاته، اما العميد عبد الكريم قاسم فكان يدير العمليات من مقره في معسكر المنصورية في محافظة ديالى المتاخمة لبغداد.

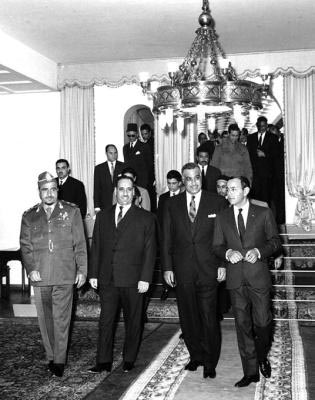
عارف مع الرئيس عبد الناصر والرئيس اليمني السلال والعاهل المغربي الحسن الثاني.

أصبح بعد نجاح الثورة الرجل الثاني في الدولة بعد العميد عبد الكريم قاسم رئيس الوزراء وشريكة في الثورة فتولى منصبي نائب رئيس الوزراء ووزير الداخلية وهو برتبة عقيد اركان حرب. يعتقد بعض المؤرخون انه ومنذ الأيام الأولى للحركة التي اطاحت بالنظام الملكي بدأ يظهر التناقض الفكري بين عارف وقاسم حيث كان هوى عارف مع التيار العربي في حين كان هوى قاسم مع التيار الشيوعي البعيد عن العروبة، وعمق ذلك سياسات كل من الطرفين غير المتحفظة تجاه الطرف الآخر أدى إلى تسابق على زعامة الحركة بينهما بما يشير ذلك بأن أحدهما يجب أن يصفي الآخر في المستقبل القريب، وكان من مصلحة أطراف كثيرة آنذاك، داخلية وعربية ودولية استغلال هذا الخلاف وتعميقه بين قائدي الحركة.
حيث ما لبث ان حصل الخلاف بين عارف وقاسم بسبب تناقض انتماءات الطرفين وبسبب ما اعتبرة عبد السلام عارف تفرد العميد عبد الكريم قاسم بالحكم وعزل العراق عن محيطه العربي والإسلامي وكذلك بسبب بعض الأحداث المؤسفة في الموصل وكركوك التي كان مسؤولا عنها المليشيات الشيوعية بسبب حركة العقيد عبد الوهاب الشواف الانقلابية وسلوكيات محكمة الثورة التي استهانت بالمتهمين واسغلت الحركة كذريعة لمحاكمة وتصفية خصوم قاسم من الأحرار والوطنيين مثل رشيد عالي الكيلاني باشا والعميد ناظم الطبقجلي وغيرهم، ومن جهة أخرى تعمق الخلاف بين الطرفين بسبب خطابات عارف العفوية والارتجالية في بداياته الأولى في العمل السياسي والتي يرى بعض المؤرخين وكذلك خصوم عارف بإنها كانت «خطابات لا مسؤولة» أدت حسب تعبيرهم إلى «بلبلة كبرى في صفوف أبناء الشعب والقوات المسلحة من جهة، وإحراجاً لحكومة العراق أمام مختلف دول العالم». أدى هذا الخلاف الحاد إلى اعفاء عبد السلام عارف من مناصبه عام 1959، وابعد بتعينه سفيراً للعراق في ألمانيا الغربية، وبعدها لفقت له تهمة محاولة قلب نظام الحكم، فحُكم عليه بالإعدام ثم خفف إلى السجن المؤبد ثم بالإقامة الجبرية لعدم كفاية الادلة مما أدى إلى انتصار رئيس الوزراء عبد الكريم قاسم في الجولة الأولى ضد خصمه العنيد بابعاده عن مسرح السياسة قابعاً تارةً في السجن ينتظر يوم إعدامه، ورازحاً تحت الإقامة الجبرية في منزله تارةً أخرى.

## عبد السلام عارف رئيساً للجمهورية

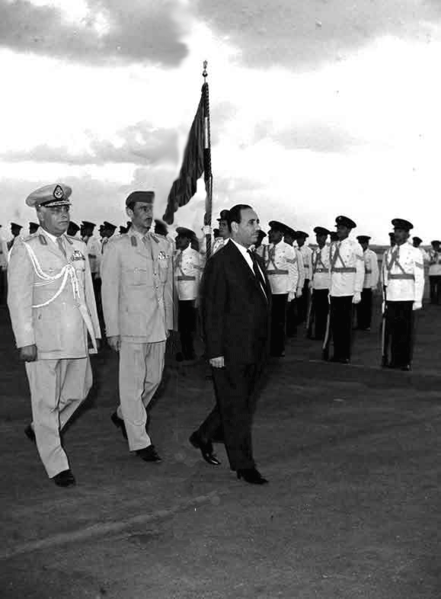
في 1963 أصبح عبد السلام عارف أول سياسي يتبوء منصب رئيس الجمهورية العراقية.

كان عبد السلام عارف من الشخصيات المحبوبة لدي الكثير من الأوساط العسكرية والشعبية وخصوصا طبقة المتدينين المستنيرين والوحدويين، وعلى اثر اتفاق القوميين والبعثيين للقيام بحركة لقلب نظام حكم عبد الكريم قاسم كانت صورة عبد السلام عارف المحتجز تحت الإقامة الجبرية لم تغب عن ناظريهم فتم الاتصال به والاتفاق معه للقيام بالحركة بعد أن اتفق قادة الحركة من السياسيين والعسكريين بالإجماع على تولية عبد السلام عارف رئيساً للجمهورية وبعد نجاح الحركة أصبح أول سياسي يتبوء منصب رئيس الجمهورية العراقية وذلك في 9 / 2 / 1963.
كرجل دولة، تاثر أسلوب ومنهج عبد السلام محمد عارف في الحكم بشخصيته وتطورها، وقد تبلورت شخصيته ومنهجه بعد أن أصبح رئيساً للجمهورية. فقد أرسى مدرسةً خاصةً به في الحكم تعتمد على المبدئية والتسامح واتاحة المجال أمام الطوائف والقوميات والأعراق للتعبير عن نفسها. كما تميز منهجه في الحكم بأعطاء مساحة من الحرية والصلاحيات لرئيس الوزراء ومجلس الوزراء بالعمل على اختلاف انتماءات الوزراء بشرط الالتزام بمعايير القانون والدستور.
ومن الأمثلة على تسامحة وإعطائه الحريات هو اكتفاءه باعفاء الخصوم السياسيين حتى الذين دبروا محاولات انقلابية ضده، بل أحيانا يعيدهم إلى وزاراتهم بعد فترة من الزمن أو بعد مصالحة وتوبة. فبعد أحداث الحرس القومي وحركة 18 تشرين 1963 أعفى اللواء أحمد حسن البكر من منصب رئاسة الوزراء ووضعه تحت الإقامة الجبرية إلا أنه ما لبث أن أعاده بصفة نائب رئيس الجمهورية. وتسجل له عدم قيامه بإعدام أي من الخصوم السياسيين إلا أن نظامه كان يعتقل الانقلابيين ويحقق معهم بقسوة إلا أنه لم يعدم أياً منهم.

## سياسة عارف الداخلية ومبادراته في الوحدة الوطنية

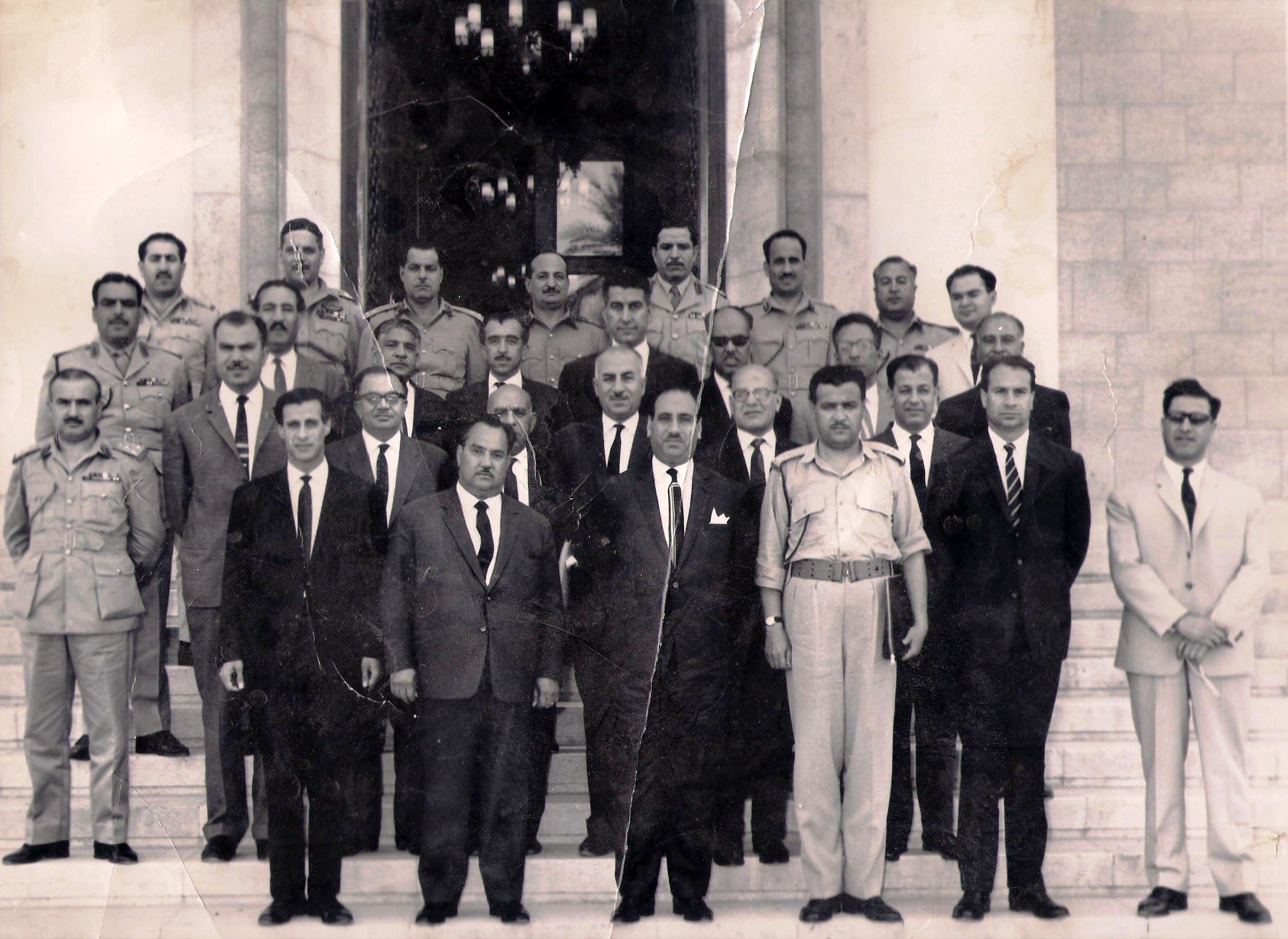
الرئيس عبد السلام عارف مع بعض الشخصيات السياسية في العراق

كان عبد السلام عارف يتطلع لبناء عراق قوي مرفه بعيداً عن المشاكل الدولية منطلقاً من فلسفته في بناء الوحدة الوطنية كأساس لتحقيق الوحدة القومية، فله عدد من المبادرات لترسيخ تلك الوحدة الوطنية من خلال التقارب مع الزعامات الكردية والمراجع الشيعية والمسيحية.

### علاقته مع الأكراد
فعلى صعيد القضية الكردية، كانت لعارف صداقات كردية منذ أن كان ضابطا في الجيش وتمتنت علاقاته مع شخصيات كردية عسكرية ومدنية أثناء عمله في كركوك وتطورت علاقاته الكردية مع شخصيات كردية مرموقة مثل رئيس أركان الجيش الفريق نور الدين محمود الذي أصبح عام 1955 رئيسا للوزراء والذي كان يكن له محبة خاصة والذي رشحه عضوا في القيادة العامة للقوات المسلحة، وكذلك له علاقات خاصة مع الشخصية العسكرية الكردية المعروفة اللواء فؤاد عارف الذي عمل ياوراً للملك غازي الأول ثم أصبح لاحقا رئيسا لاركان الجيش. بادر عبد السلام عارف بحل شامل للقضية الكردية سلميا وعقد سلسلة من الاجتماعات مع القادة الأكراد وبتاريخ 10 أبريل/شباط 1964 أصدر بيانا لوقف جميع العمليات العسكرية والشروع باجراءات لمنح الأكراد حقوقهم الثقافية. حيث اتفق عارف مع عدد من القادة الأكراد سياسيين وعسكريين وبضمنهم القائد الكردي الملا مصطفى البارزاني على حل شامل للقضية الكردية فتمخضت المفاوضات عن إعلان اتفاق أبريل / شباط عام 1964 والذي تضمن منح الأكراد الحقوق الثقافية والإسهام في الحكم وإنجازات أخرى إلا أن التيار الانفصالي في الحركة الكردية حال دون اتمام كل الإنجازات فاستمرت الدولة باجراءاتها بمنح الحقوق للاكراد بمعزل عن البارزاني للحد الذي وصل للاقتتال المسلح بين الطرفين.

### علاقته مع الشيعة

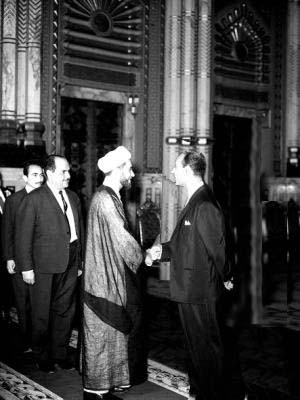
عارف مع المرجع الشيعي محمد كاشف الغطاء.

ترجع علاقة عارف بالشخصيات الشيعية منذ انتقاله إلى البصرة عام 1941 أثناء خدمته العسكرية فيها ثم انتقاله إلى عدد من المناطق في جنوب العراق حيث كان يتمتع بعلاقات ودية مع الكثير من الشخصيات الدينية الشيعية لما للجيش العراقي من سلطات واسعة في إدارة شؤون الالوية «المحافظات العراقية». وبعد حركة 14 يوليو/تموز 1958 وحين أصبح عارف وزيراً للداخلية، أجاز تأسيس عدد من الأحزاب بضمنها حزب الدعوة الإسلامية «الشيعي» والحزب الإسلامي العراقي. وبعد حركة 8 فبراير/شباط 1963 حين تبوءه الرئاسة، تمتنت هذه العلاقة بالتحديد بعد حركة 18 نوفمبر/تشرين الثاني 1963، حيث كان للحوزة والمراجع الدينية الشيعية موقف معارض من سياسات رئيس الوزراء الأسبق عبد الكريم قاسم، وثبت عليه عدم اهتمامه بالشريعة الإسلامية وبعده عن التطبيقات الدينية وقربه من التيار الشيوعي والماركسي والمعسكر الاشتراكي. فتطلعت كما باقي الجماهير المعارضة لسياسات عبد الكريم قاسم للرجل الثاني في حركة 14 يوليو/تموز 1958، عبد السلام عارف وأيدته، فقد رأت الشخصيات والمراجع الدينية الشيعية في عارف الرجل الحاج المتدين الملتزم بمبادئ الإسلام والعروبة والذي يكن حب واحترام لرجال الدين الشيعة فأرسلت له بيانات التأييد وأخرى للتنسيق والمناشدة لتحقيق تطلعات الجماهير وتطورت هذه العلاقة إلى علاقة تنسيق واجتماعات متبادلة مع الشخصيات والمراجع الشيعية، فاستطاع أن يبني علاقات احترام خاصة متبادلة مع الشخصيات الشيعية البارزة في حينه، مثل محمد كاشف الغطاء رئيس جمعية منتدى النجف الاشرف لآل البيت والذي عمد إلى تقديمه إلى الرئيس المصري جمال عبد الناصر في إحدى زياراته للقاهرة في حفل استقبال خاص أُعد لكاشف الغطاء في قصر عابدين، وذلك للتباحث بشأن مشروع الوحدة الثلاثية. وكذلك المرجع الديني محسن الحكيم الذي كان يناديه «بالرئيس الحاج» و«ابننا الحاج». حيث كان يكن تقديراً خاصاً لمحسن الحكيم، فكان يبعث رئيس الوزراء وبصحبة عدد من الوزراء عند رغبته بالاتصال بزعيم المرجعية الشيعية في الحوزة، فبعث أكثر من مرة رئيس الوزراء طاهر يحيي للنجف لاستشارة الحكيم في أمور الدولة كما كان يبتعث رئيس الوزراء لاستقبال المرجع الديني عند عودته من السفر خارج العراق. كما أنه وافق على استقبال المرجع الديني الشيعي الإيراني الخامنئي والذي في عهده طلب اللجوء إلى العراق، إلا أنه كان في جلساته الخاصة ينتقد بعض رجال الدين لبعض التيارات المتشددة لتطرفها في بعض المسائل قائلاً: «انا لست ضد الشيعة أو أي طرف أو فئة عراقية ولكني ضد السلوك الطائفي». كما اتصل بالمرجعيات الدينية الشيعية إضافة للسنية بغية تحديث القانون العراقي من خلال اقتباسات من الشريعة الإسلامية. وهو أول من اقر رسميا احتفالات عاشوراء ومن خلال الإذاعة والتلفزيون.
كما كانت لديه علاقات مع شخصيات وساسة ورجال دين مسيحيين فكان يتردد عليه بانتظام المطران رئيس طائفة الأرثوذكس. وكان دائم المزاح معهم فعلى أثر حملة التعريب التي اشرف عليها العلامة المعروف مصطفى جواد صرح مازحاً: «لا يوجد بعد اليوم جون وجو» ويقصد بضرورة نبذ الأسماء الأجنبية والوافدة والتوجه نحو الوحدة الوطنية التي دعا لها.
كان الرئيس العراقي الذي وافق على استقبال آية الله الخميني في العراق ووفر له اللجوء السياسي عام 1964 
كما دأب الرئيس عارف من أجل التقرب من المرجعية الشيعية والتفاهم معها، برغم تحفظها على القرارات الاشتراكية التي أصدرتها الحكومة في زمن عارف، كما تذكر المصادر بانه ولأول مرة في تاريخ الوزارات العراقية يتم توزير تسعة وزراء شيعة من أصل اثنان وعشرون وزيراً في الوزارة التي شكلها رئيس الوزراء طاهر يحيى في أواخر عام 1963. وتشكل نسبة أربعون في المئة من الوزراء، وعند الاخذ بنظر الاعتبار عدد الوزراء الاكراد، فأن الشيعة ولأول مرة يتقاسمون الوزارة مناصفة مع السنة".

## الإنجازات المتحققة أثناء حكم عارف

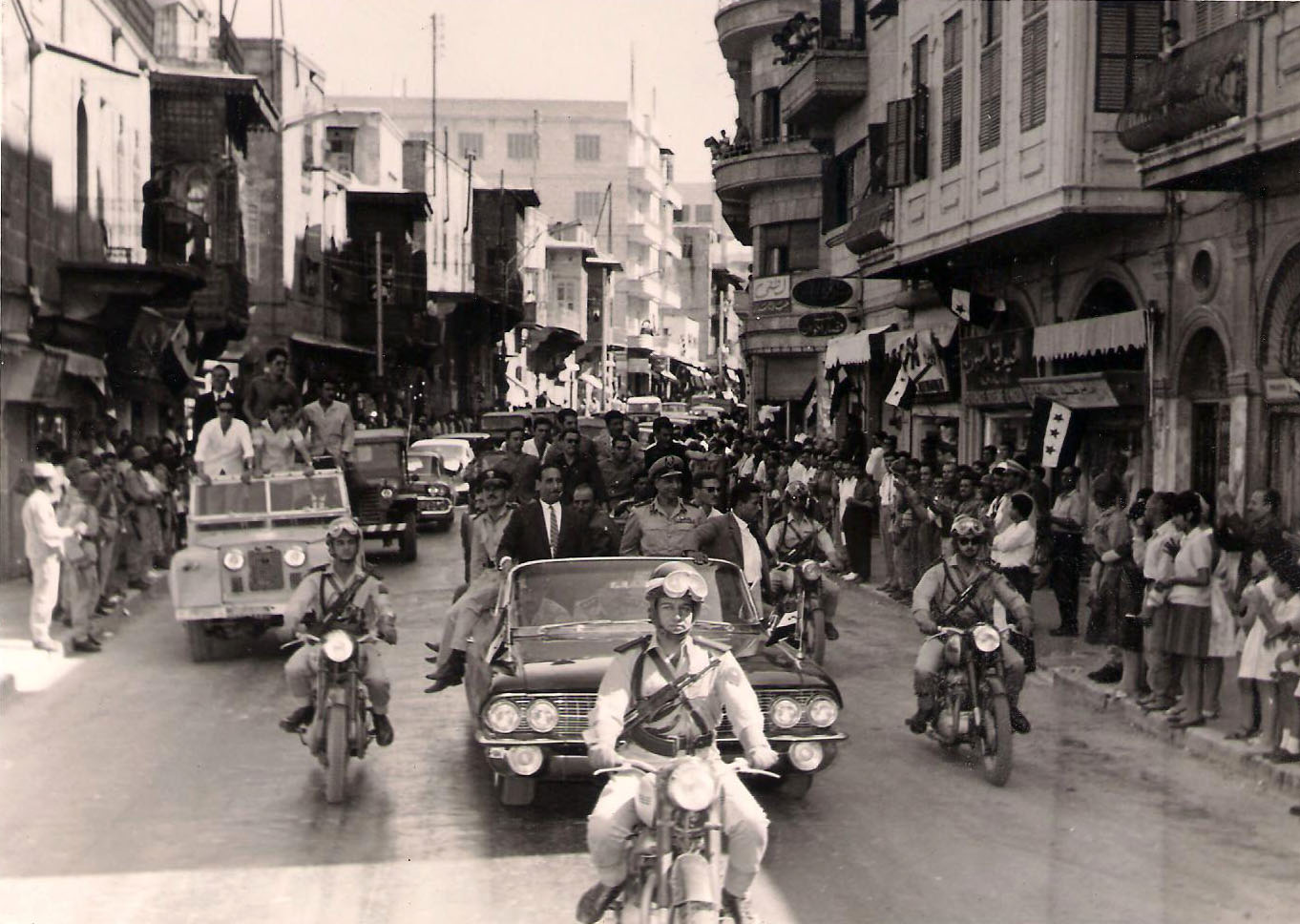
عبد السلام عارف وهو يتجول في أحد شوارع دمشق أثناء زيارته لسوريا

نظم الرئيس عبد السلام عارف عددا من الاتفاقيات مع دول عديدة لبناء العراق فاعاد تفعيل خطط حملة إعمار العراق التي بدا بها الحكم الملكي بما سمي بمجلس الاعمار بالتعاون مع الاتحاد السوفيتي وألمانيا والتي لم تكتمل بسبب وفاته، ومنها بناء بعض المصانع الضخمة وشبكة من الطرق والجسور وخطة تحديث بغداد باستحداث إحياء سكنية جديدة والتي بدأت بها حكومة عبد الكريم قاسم. كان يؤمن بضرورة تنوع مصادر السلاح حيث وقع عددا من الاتفاقيات المهمة لإعادة تسليح الجيش العراقي مع الاتحاد السوفيتي وعددا من دول المنظومة الاشتراكية وألمانيا الغربية حيث له الفضل باقناع الاتحاد السوفيتي بتزويد سلاح الجو العراقي بالقاصفة أنتونوف ومنظومات الدفاع الجوي وبمقاتلات ميغ 21 المتطورة والتي اختطف واحدة منها الجاسوس منير روفا بعد اقل من عام على وفاة عبد السلام عارف. في أدناه مجمل للمنجزات المتحققة في عهده:
- بتاريخ 10 أبريل/نيسان 1964 بادر لحل شامل للقضية الكردية فاصدر بيانا لوقف جميع العمليات العسكرية والشروع باجراءات لمنح الأكراد حقوقهم الثقافية إلا أن التيارات الانفصالية داخل الحركة الكردية حالت دون إكمال تحقيق الحكم الذاتي للاكراد.
- نظم حملة لاعمار العراق فانشأ سلسلة من المصانع الضخمة مثل مصانع الألبان والزيوت النباتية والمشروبات الغازية في الزعفرانية في بغداد والدواجن والأبقار في المرادية ومصانع التعليب الغذائية في كربلاء ومصانع الجلود والسجاد والاسمدة واضخم معمل اسمنت في المنطقة في البصرة.
- شكل لجنة لإصلاح وتحديث الاقتصاد العراقي وفي ضوء مخرجات اللجنة قام بتأميم عدد من الصناعات والشركات الأجنبية والمحلية الضخمة منها شركة باتا الإيطالية لصناعة الجلود.
- بادر بالإعلان عن حملة التعريب في المؤسسات والجامعات حيث شكل لجنة علمية اشرف عليها العلامة المعروف مصطفى جواد ومن خلال المجمع العلمي العراقي للحفاظ على اللغة العربية من الكلمات الاعجمية المترسبة عن عهود الهيمنة التركية والفارسية والاجنبية والوافدة من الغرب.
- أسس عام 1964 ثلاثة جامعات مهمة في تاريخ الحركة العلمية والتربوية في العراق وهي: الجامعة المستنصرية والتي أطلق عليها في سنتها الأولى بالكلية الجامعة، وجامعة الحكمة في منطقة الزعفرانية والتي كانت تطمح الحكومة العراقية بمنح الجامعات الأميركية امتياز خاص بها، إلا أنها تحولت إلى مؤسسة المعاهد الفنية، والجامعة التكنولوجية التي افتتحها بالتعاون مع منظمة اليونسكو والتي أطلق على أولى لبناتها بمعاهد اليونسكو وفي نفس موقعها الحالي بالقرب من إعدادية الصنائع والتي تحولت إلى إعدادية الصناعة.
- حدث الصناعة النفطية من خلال تاسيس منشأة عراقية في وزارة النفط للوقوف بوجه الشركات الأجنبية العاملة في العراق وناقش في مجلس الوزراء موضوع تأميم القطاع النفطي إلا أن الظروف الدولية لم تكن مهيأة لهذه الخطوة.
- عام 1964 أسس شركة للخطوط الجوية العراقية وحدثها باسطول الطائرات طائرات الترايدنت النفاثة ولاول مرة في العراق في حينها، بعد أن كانت مصلحة الطيران العراقية التابعة لوزارة المواصلات والتي كانت تحتوي على بعض من طائرات نقل مروحية من الطراز القديم.
- عام 1964 أصدر مرسوما جمهوريا بتأسيس مركز الحاسب الالي (المركز القومي للحاسبات الإلكترونية حالياً) حيث تم استيراد أول حاسوب إلكتروني في العراق من بريطانيا وهو من الحواسيب الضخمة الخاصة بالأبحاث والحق بوزارة المواصلات التي ألحقته بدورها بمديرية السكك الحديد وتم إرسال كوادر متخصصة للتدريب عليه في مدينة لافبرا البريطانية المتخصصة بالحاسبات. ويعد هذا الكمبيوتر الأول الذي يدخل البلدان العربية والثاني في الشرق الأوسط بعد إسرائيل.

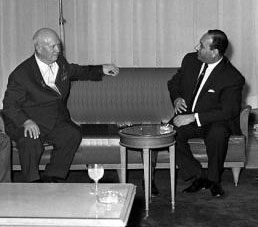
مع الزعيم السوفيتي خوروشوف أثناء التعاقد على الميغ 21.

- حدّث الجيش بمعدات وتسليح معاصرين ومن مناشيء شرقية وغربية مختلفة بضمنها الصفقة الشهيرة باستيراد الطائرة المقاتلة ميغ 21 والقاصفة انتونوف ومنظومات الدفاع الجوي.
- عام 1965 اوعز لوضع الخطط والدراسات لتأسيس جهاز المخابرات العراقي وكخطوة أولى تم تهيئة إحدى المديريات التابعة للاستخبارات العسكرية بالقيام بمهام مكافحة التجسس لحين توسيعها وتدريب منتسيبيها لتصبح مستقبلا جهاز مخابرات وطني حيث زار العراق لهذا الغرض وفد عسكري مصري ضمن اطار الاتحاد الثلاثي متضمناً عناصر من المخابرات المصرية كان من بينهم الشخصية الاستخبارية المعروفة رفعت الجمال المعروف برأفت الهجان.
- قام بإنشاء شبكة من الطرق والجسور الحديثة منها الجسر المعلق الذي افتتح عام 1965.
- نظم عام 1965 تعداد حديث للسكان الأول في العهد الجمهوري منذ تعداد عام 1957 ويعد الأوسع والادق منذ تأسيس الدولة العراقية.
- أحدث تغيرات في النظام التربوي من خلال تحديث المناهج الدراسية وتوسيع المدارس وافتتاح عددا من الكليات.
- دعا إلى تاسيس تجمع للدول المصدرة للنفط للوقوف بوجه الاحتكارات الأجنبية وبعد اتصالات مكثفة مع دول عديدة، نجح بتاسيس منظمة اوبك التي دعا لعقد اجتماعها التاسيسي في بغداد عام 1965.
- عام 1966 اوعز باستضافة وبتنظيم البطولة الأولى لكأس العرب في بغداد.
- أكمل إنجاز قصر الرحاب (القصر الملكي السابق) في كرادة مريم والتي تعرف حاليا باسم المنطقة الخضراء، ودشنه كقصر جمهوري عام 1965 والذي أصبح مقراً لرئاسة الجمهورية حتى عام 2004 حين أعلنت القوات الأمريكية بأن القصر سيضم إلى مبني السفارة الأمريكية الجديد في العراق،[18] وأصبح القصر الجمهوري مقر السفارة الأميركية في بغداد في 2003، حتي تسلمته الحكومة العراقية في 1 يناير 2009 من قوات التحالف.[19]
- اهتم بوسائل الاعلام وحرية الصحافة فأسس وكالة الانباء العراقية عام 1965 وفسح المجال للصحافة الحرة بالعمل.
- افتتح استوديوهات جديدة للتلفزيون العراقي مجهزة بأنظمة حديثة بضمنها ادخال التسجيل الفديوي ولاول مرة في العراق، كما اشار إلى وزير الإرشاد «الاعلام» ومدير التلفزيون بضرورة بث برامج رياضية وعلمية وكان من نتاج ذلك انطلاق البرنامجين الشهيرين الرياضة في أسبوع للاستاذ مؤيد البدري والعلم للجميع للاستاذ كامل الدباغ.
- افتتح أول معرض ضخم للفنون التشكيلية في العراق عام 1965 وهو قاعة المعرض الوطني للفنون في ساحة الطيران.
- اهتم بالفن والفنانين ودعم فرق التمثيل العراقية المسرحية والتلفزيونية وكان نتاج ذلك إنتاج عددا من الأفلام العراقية المهمة والمسلسلات التي لا زالت تلقى شعبية لحد الآن مثل سلسلة تحت موس الحلاق للفنانين حمودي الحارثي وسليم البصري.
- افتتح عام 1966 جامع أم الطبول أو أم القرى ويعد أكبر مسجد في العراق في حينها وهو نسخة طبق الاصل للجامع الأزهر في القاهرة من حيث الزخارف وفن العمارة وحجم البناء.
- اهتم باثار حضارة وادي الرافدين حيث دعم فرق التنقيب والبحث وافتتح المتحف الوطني للاثار.
- أصلح النظام القضائي بادخال اقتباسات من الشريعة الإسلامية من خلال لجنة شرعية اشرك فيها علماء من الطائفتين الشيعية والسنية.
- أول من نشر أفكار عن الاشتراكية الإسلامية وما اسماها بالعلاقة الصميمية بين الوحدة الوطنية والوحدة القومية.

## سياسة عارف الدولية والعربية
تزامن حكم الرئيس عبد السلام عارف هيمنة سياسة الحرب الباردة بين المعسكرين الشرقي والغربي على السياسة الدولية وبروز كتلة عدم الانحياز التي حضر مؤتمراتها وآمن بمقرراتها الخاصة بعدم الانحياز والحياد الإيجابي والتي انعكست على سياسة العراق الخارجية فبادر إلى تحسين علاقاته مع الغرب مع الاحتفاظ بعلاقاته الدافئة مع المنظومة الاشتراكية. دعا إلى تاسيس تجمع للدول المصدرة للنفط للوقوف بوجه الاحتكارات الأجنبية وبعد اتصالات مكثفة مع دول عديدة، نجح بتاسيس منظمة أوبك التي دعا لعقد اجتماعها التاسيسي في بغداد عام 1965.
وعربياً جائت فترة حكمه في حقبة ما بعد العدوان الثلاثي على مصر وتجربة الوحدة للجمهورية العربية المتحدة وقيام الثورات العربية في اليمن والجزائر والعراق وانطلاقة الثورة الفلسطينية. فكان له دورا فاعلا في مؤتمرات القمة العربية وفي مقرراتها الخاصة بالقضية الفلسطينية ودعم منظمة التحرير الفلسطينية في انطلاقتها الأولى عام 1965 كما حضر العديد من مؤتمرات القمة العربية كما أنه أول من اقترح قيام اتحاد الجمهوريات العربية بين مصر عبد الناصر وسوريا والعراق وهو مايسمى اتفاقية 16 أكتوبر/تشرين الأول، وتم طرح اسمه نائبا لرئيس جمهورية الوحدة وتم على اثر ذلك اقرار العلم العراقي الحالي ذو الألوان الثلاثة، رمز قادة الإسلام، وشعار الجمهورية، العقاب الذي كان رفعة نبي الإسلام محمد بن عبد الله والقائد صلاح الدين الأيوبي في معارك الإسلام. وفي أواخر أيامه اعتبر التقارب الاستراتيجي بين العراق وسوريا أو العراق ومصر أو الدول الثلاث سيغير الكثير من الموازنات في المنطقة وخطوة على حل المشكلة الفلسطينية. بذل جهودا من أجل توحيد المؤسسات خصوصا العسكرية منها في دول الوحدة وتوحيد المصطلحات والرتب العسكرية. وفي عام 1964 أطلق مبادرة توحيد القوات العسكرية العربية الرابضة في جبهات القتال مع إسرائيل تحت قيادة واحدة والتي تمخضت لاحقا بمعاهدة الدفاع العربي المشترك.
على الرغم من علاقاته الوطيدة مع الرئيس جمال عبد الناصر إلا أنه لم ينسجم مع توجهات المشير عبد الحكيم عامر وأنور السادات خصوصا بعد سماعة لتصرفاتهما في حرب اليمن من الرئيس اليمني عبد الله السلال ويحملهما من طرف خفي مسؤولية تأخير الوحدة الثلاثية. حاول الاستقلال برأيه امام التيار الناصري المتعاظم داخل وزارته حيث واجه عددا من محاولات قلب نظام الحكم من قبل شخصيات عسكرية ناصرية أهمها كانت محاولة رئيس الوزراء عارف عبد الرزاق والوزير عبد الكريم الفرحان حيث كان يتهمهم بالتبعية للحكومة المصرية.
ارتبط بصداقات خاصة مع الرئيس المصري جمال عبد الناصر والرئيس الجزائري أحمد بن بلة والرئيس اليمني عبد الله السلال والرئيس السوفيتي نيكيتا خوروشوف ورئيس الوزراء الهندي جواهر لال نهرو والرئيس اليوغوسلافي جوزيف بروز تيتو وله علاقات احترم وهدايا متبادلة مع الرئيس الأميركي جون كينيدي والرئيس الفرنسي شارل ديغول. كانت علاقته مع الملك الحسين بن طلال «غير ودية» في بداية الأمر بسبب ثورة العراق على الحكم الملكي إلا أن تدخل عبد الناصر أدى إلى الكثير من التقارب بينهما، وكذلك لم تكن له علاقات ودية مع شاه إيران الذي كان يعتبره أحد اطراف التآمر بالمنطقة من خلال حلف بغداد - حلف السنتو الموجه لترسخ الهيمنة البريطانية في المنطقة ومن ثم ضد ثورة العراق وكثيرا ما كان يتهم الشاه بتشجيع تسلل العوائل الإيرانية والأهوازية إلى مناطق الأهوار. لبّى العديد من الدعوات لزيارة عددا من الدول العربية والاجنبية.
دعي لحفل تدشين السد العالي وكان له شرف افتتاح السد مع الرئيسين عبد الناصر وخوروشوف. أول مسؤول عراقي رفيع المستوى يزور الكويت ويحدد أسس للعلاقة مبنية على السيادة والاحترام المتبادل.

## الانتماء السياسي لعبد السلام عارف
لم يعرف للرئيس عبد السلام محمد عارف انتمائه إلى أي تنظيم سياسي إلا أن ميوله السياسية كانت مع التيار العروبي الوحدوي ومع الفكر الإسلامي المتفتح. إلا أنه قد انتمى إلى التنظيمات السياسية العسكرية المناهضة للحكم الملكي مثل انضمامه لتنظيم ثورة مايس 1941، ثم انضمامه لتنظيم الضباط الوطنيين الذي قاد الحركة ضد الحكم الملكي في 14 يوليو/تموز 1958م. مع ذلك كان يلتقي مع العديد من ممثلي الأحزاب والتيارات السياسية ويستمع إلى أرائهم.

## الآفاق الفكرية لعبد السلام عارف

عبد السلام عارف مع الرئيس المصري جمال عبد الناصر والرئيس الجزائري أحمد بن بلة

عرف الرئيس عارف بالتدين والانتماء العربي المتحدر من انتمائه للقبيلة على الرغم من ولادته ونشأته في بغداد، وقد أثر ذلك على معتقداته الفكرية فيما بعد. فبعد سفره للدراسة إلى ألمانيا ولفترة طويلة نسبياً ولاحقاً بريطانيا وفرنسا تأثر بالثقافة الغربية وبأجواء الحي اللاتيني الثقافية حيث انعكس ذلك على إعجابه بالفلسفة المثالية الألمانية، وعندما كانت الأجواء السياسية الوطنية مشحونة بالمد القومي والاشتراكي وحركات التحرر السائدة في مرحلة الخمسينيات والستينيات، عمد إلى أحداث موازنة بين الفكر الإسلامي والعربي الذي نشأ عليه والفكر الاشتراكي الذي تأثر به والتي انعكست بمجملها على آفاقه الفكرية التي ضمنها في برنامج عمله بمحورين:
- نادى الرئيس عارف بالاشتراكية الإسلامية منطلقا من أن خصوصية المجتمع العراقي والمجتمعات العربية عامةً تتطلب نمطاً خاصاً من الاشتراكية تنطلق من الحلول الإسلامية في مجال المجتمع والاقتصاد وقد اتفق مع عدد من المفكرين بالكتابة في هذا المجال كما كلف المفكر العراقي الوحدوي المعروف خير الدين حسيب رئيس تحرير مركز دراسات الوحدة العربية للكتابة عن الاشتراكية الإسلامية والتي عرفت لاحقاً (مجازاً) باشتراكية خير الدين حسيب.
- بسبب قراءته المتعمقة للواقع العراقي والتعقيدات الاجتماعية المتحدرة من عقود الهيمنة الأجنبية للإمبراطوريات التركية والفارسية ثم البريطانية فقد تميز فكر عبد السلام عارف بمناداته بضرورة الوحدة الوطنية قبل الوحدة القومية، وأن على الوحدة العربية إذا ما اريد لها النجاح أن ترعى حقوق الأقليات وأن تستند إلى دراسة متأنية تراعي خصوصية كل قطر وان تبتعد عن الوحدة الاندماجية المبنية على العاطفة والتسرع. وقد لاقت دعوته هذه صدى لدى بعض الدول والقادة فبعد نجاح ثورة اليمن عام 1962 على النظام الملكي الذي كان يقوده الإمام أحمد حميد الدين المعروف بتخلفه وتسلطه، تمتنت العلاقات الأخوية بين الجمهورية اليمنية والجمهورية العراقية وانعكس ذلك على العلاقات المتميزة بين الرئيس العراقي والرئيس اليمني عبد الله السلال قائد الثورة حيث ارتبطا بعلاقات صداقة لاسيما وأن السلال خريج الكلية العسكرية العراقية، وقد تأثر السلال بفكر عبد السلام عارف حيث ضمن مبادئ الثورة اليمنية الستة مبدأ عارف بضرورة تحقيق الوحدة الوطنية قبل الوحدة القومية أو كشرط لها، وبقي اليمن حتى الآن محافظاً على هذه المبادئ بضمنها هذا المبدأ الذي عكف على تحقيقه من خلال الوحدة اليمنية بين الشطرين الشمالي والجنوبي عام 1990 وضمنه في الميثاق الوطني التاسيسي لحزب المؤتمر الشعبي العام عام 1978 الذي أسسه الرئيس اليمني علي عبد الله صالح.[20]

## خصوم عارف ومعارضوه
لعبد السلام عارف بعض المعارضين والخصوم فمنهم من تقاطع معه لاختلاف وجهات نظر عقائدية ومنهم من اختلف معه على مواقفه واختلف معه البعض الآخر لأسلوبه الانفعالي وخطبه الارتجالية غير الملتزمة في بداية عمله السياسي، فالكثير من معارضيه بتحججون بأسلوبه الانفعالي والحماسي الثوري هذا بعد حركة 1958 ولم يلفتوا الانتباه لتطور أسلوبه وسياسته بعد توليه الرئاسة عام 1963 كما تم تحوير مقاصده عند مزاحه حول موقف ما أو من جهة ما، فكما معروف هو من محبي الطرفة والممازحة، فذات مرة بعد حركة 1958 مباشرة ذكر بانه يتمنى ان يزوّج على يده كل العراقيين، وكذلك على أثر حملة التعريب التي اشرف عليها العلامة المعروف مصطفى جواد صرح مازحاً: «لايوجد بعد اليوم جون وجو» ويقصد بضرورة نبذ الأسماء الأجنبية والوافدة والتوجه نحو الوحدة الوطنية التي دعا لها.
فالشيوعيون أول من اختلف معه في مستهل حركة 1958 بسبب التناقض العقائدي بينهم وبينه. كما عارضته بعض قيادات التنظيم القومي وحاولت قلب نظام الحكم أكثر من مرة لاختلافهم معه في آليه تطبيق الوحدة العربية حيث هم يؤمنون بالوحدة الاندماجية مع مصر وهو كان يؤمن بضرورة تحقيق الوحدة الوطنية قبل الوحدة القومية في بلد مثل العراق.
عارضه البعثيون بعد حركة 18 تشرين الثاني 1963 والتي سماها بالتصحيحية، على أثر أعمال العنف والانتقام التي قام بها «الحرس القومي» مليشيا الحزب ضد خصوم البعث السياسيين كالشيوعيين وفصائل البعث الأخرى المنشقة عنه والتي سقط فيها الكثير من الابرياء وانتهكت العديد من المحرمات. وعند تولي حزب البعث مقاليد السلطة في 17 يوليو/تموز 1968 تعرض عبد السلام عارف لحملة واسعه من التشويه طالت شخصيته ومواقفه منها التشكيك بوطنيته وانتقاد شخصيته الافعالية في بداية عمله السياسي واتهامه بالطائفية دون تقديم وثائق محايدة تثبت صحة هذه الادعاءات.
عارضته أيضا شريحه كبيرة من ذوي الأصول الفلاحية من المستفيدين من منجزات رئيس الوزراء الاسبق عبد الكريم قاسم، لاعتقادهم الخاطيء بانه تسبب بإعدام زعيمهم. في عام 2004 قامت جماعة من هذا التيار باغتيال ابنة الرئيس عارف «سناء» مع زوجها وابنيها.
ومؤخرا وبعد غزو العراق عام 2003 تولدت لدى بعض الفصائل السياسية مواقف معادية لعارف بسبب معاداتها للخط القومي أو لأسباب طائفية أخرى حيث لفقت لعبد السلام عارف الكثير من التهم وتشويه الحقائق عبر مقالات تجانب الحقيقة عكس ما متيسر من وثائق ووقائع.

## التقاء عارف واختلافه مع عبد الكريم قاسم

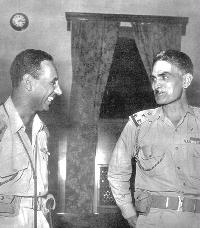
عبد الكريم قاسم وعبد السلام عارف.

تميزت علاقته مع العميد عبد الكريم قاسم بنوع من الشد والجذب، فأثناء الحكم الملكي كثيراً ما كانا يترددان على منتدى؛ مقهى العروبة في منطقة الأعظمية ويدخلان في نقاشات حامية حول الأحداث المؤثرة يومذاك مع بقية رفاقهم من العسكريين والمدنيين عن سياسات الحكم الملكي الداخلية والخارجية وعن تأميم قناة السويس والعدوان الثلاثي على مصر والاتحاد الهاشمي مع الأردن وثورة مايس 1941 وتداعياتها على العراق وعن العروبة والإسلام في الحكم. عند تشكيل منظمة الضباط الوطنيين الاحرار قام بتجنيد عبد الكريم قاسم في تنظيم الضباط الوطنيين أو الأحرار«كما سميت لاحقاً»، حسب رواية الاصدقاء الشخصيين لكلا الزعيمين.
كان ممن أسهم بالتحضير والتهيئة لحركة 14 يوليو/تموز 1958، حيث أصبح نائب لرئيس الوزراء ووزير الداخلية. وقع خلاف بينه وبين عبد الكريم قاسم حيث اتهم عارف، عبد الكريم قاسم بأنه تفرد بالحكم وجمع كل الصلاحيات بيده وبعد أحداث العنف التي قامت بها الدولة وميلشيات الحزب الشيوعي العراقي (المقاومة الشعبية) الملتفة حولها باعمال عنف مؤسفة في الموصل وكركوك بعد محاولة الانقلاب الفاشلة للعقيد الشواف وتنكيل محكمة الثورة بالانقلابيين وأصدقائهم بضمنها إعدام مجموعة الطبقجلي ورفاقة واتهام الابرياء والوطنيين كمحاكمة قائد ثورة مايس 1941 ضد الإنكليز رئيس الوزراء الاسبق رشيد عالي الكيلاني بيك ومحاولة إعدامه وابتعاد عبد الكريم قاسم عن الخط العربي والإسلامي حيث كان عبد السلام عارف كثير النقد لهذه التوجهات فقام رئيس الوزراء عبد الكريم قاسم بإعفائه من منصبه، وأبعده بتعيينه سفيراً للعراق في ألمانيا الغربية، ثم ما لبث أن حاكمه بمحاولة قلب نظام الحكم إثر إجازته المفاجئة على إثر مرض والده، وحُكم عليه بالإعدام إلا أن الحكم تحول إلى السجن، وبعدها الإقامة الجبرية لعدم كفاية الأدلة.

## المسؤولية التاريخية عن إعدام عبد الكريم قاسم
تشير جميع الوثائق من محاضر جلسات ولقاءات صحفية ومقابلات مسؤولين محايدين بأن حادث إعدام رئيس الوزراء الأسبق عبد الكريم قاسم أبان حركة 8 فبراير/شباط 1963 كانت بقرار من قيادة حزب البعث الذي كان له الدور الفاعل في تغيير نظام الحكم وذلك من خلال المحكمة العاجلة التي تشكلت بعد يوم من الحركة في قاعة الشعب المجاورة لوزارة الدفاع حيث مقر عمل قاسم وبعد اتمام المحاكمة التي لم يعلم بتشكيلها عارف إلا بعد انعقادها تم نقل قاسم إلى مقر الإذاعة والتلفزيون حيث التحق عارف بقيادة البعث هناك محاولاً التوسط لعدم إعدام قاسم. كما تشير الوثائق المحايدة بأن عارف طلب من قيادة البعث مقابلة قاسم وتم له ذلك حيث دخل عارف في نقاش وعتب مع قاسم حول تفردة بالسلطة وخروجه عن إجماع تنظيم الضباط الوطنيين الأحرار وعن تلفيق تهمة محاولة الانقلاب لعارف التي أدت إلى محاكمته ثم سجنه. وتشير الوثائق أيضا بان عارف بعد هذا النقاش طلب من قيادة البعث عدم إعدام قاسم إلا أن طلبه قد رفض وأدى رفض طلبه إلى زرع بواكير الخلاف مع قيادة البعث التي تفاقمت بعد أحداث الحرس القومي سالفة الذكر والتي كانت السبب في قيامه بحركته التي سماها التصحيحية في 18 نوفمبر/تشرين 2.

## التقاء عارف واختلافه مع حزب البعث العربي الاشتراكي

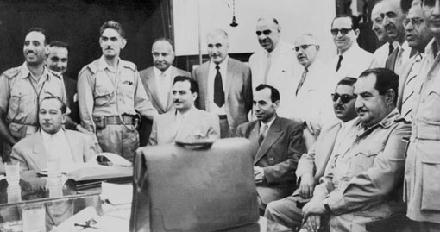
عبد الكريم قاسم وعبد السلام عارف مع مجموعة من الضباط وممثلي الأحزاب في العراق

بعد اتفاق القوميين والبعثيين وبعض الشخصيات العسكرية على القيام بحركة لقلب نظام حكم عبد الكريم قاسم وترشيح عبد السلام عارف لتزعم الحركة وتوليته رئيساً للجمهورية ظهر جلياً تفرد بعض الشخصيات البعثية باتخاذ القرار ومنها محاكمة وإعدام عبد الكريم قاسم أدت إلى زرع أولى لبنات الخلاف بينهما. تلى ذلك سلسلة أعمال العنف وانشقاقات داخل حزب البعث وارتكاب عمليات انتقام قامت بها مليشيا حزب البعث الحرس القومي ضد المليشيات الشيوعية التي كانت مهيمنة في عهد رئيس الوزراء العميد عبد الكريم قاسم مما حدى بعبد السلام عارف لوضع حد لذلك بالقيام بحركتة التي دعاها بالتصحيحية في 18 تشرين 1963 حيث أحيل العديد من البعثيين إلى التحقيق على خلفية أعمال العنف عدا رئيس الوزراء وأمين سر الحزب أحمد حسن البكر الذي اكتفي باعفاءه من منصبه. وأدى إنهاء سلطة الحكومة البعثية إلى عزل الوزراء البعثيين الإثني عشر من الحكومة واستبدالهم بضباط عسكريين من الموالين للرئيس في محاولة منهُ للسيطرة على الشارع العراقي وحفظ النظام.

## التقاء عارف واختلافه مع التنظيم القومي والناصري

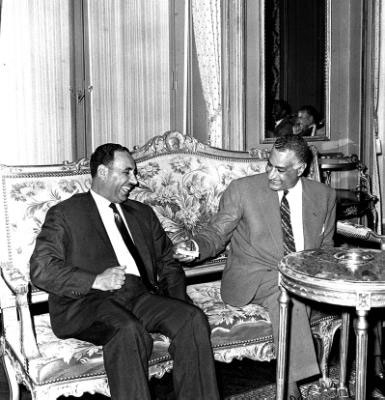
عارف في زيارة خاصة لناصر.

بسبب أزمة السويس وتداعياتها المتمثلة بتاميم قناة السويس والعدوان الثلاثي على مصر والتي أدت إلى تعاطف الجماهير في البلدان العربية مع عبد الناصر الذين أخذوا ينظرون إليه على أنه قائد وطني وقف بوجه قوى الهيمنة الاستعمارية وازداد هذا الإعجاب بعد إعلان الوحدة الاندماجية بين مصر وسوريا بما يعرف بالجمهورية العربية المتحدة التي كانت تطمح لضم كل الأقطار العربية. وكان طموح قادة حركة يوليو/تموز 1958 في العراق الانضمام إلى مشروع الوحدة ومن هنا ظهرت بدايات العلاقة بين ناصر وعارف فبحسب بعض الآراء كانت متعثرة ينقصها الثقة. ويورد بعض الصحفيين تعبيرا على لسان عارف في بداياته الأولى أنه وبسبب سعيه الحثيث لتحقيق الوحدة مع الجمهورية العربية المتحدة قد قال بأنه سوف يسعى إلى الوحدة "حتى ولو تمت تصفية عبد الكريم قاسم نفسه، وقيل أن عارف قال لناصر أن هذا الأمر "لا يكلف سوى ثمن طلقة واحدة كلفتها عشرون فلساً" إلا أنه قد نفى ذلك لاحقا في تحقيق صحفي مع مجلة الحدث قائلا بأنها تلفيقات اعلامية من معارضيه. وأدى تطور شخصية عارف السياسية والفكرية في الفترة ما بين اعفاءة من مناصبه عام 1959 وايداعه السجن ولغاية توليه الرئاسة عام 1963، إلى تبلور شخصية عبد السلام عارف الفكرية والسياسية بعد توليه للرئاسة، فكان يعكف في المعتقل على قراءة القرآن الكريم وبعض الكتب الفلسفية والسياسية. فلم يعد يتصرف بعاطفية تجاه المواقف السياسية والأحزاب والتيارات القومية والناصرية كما كان في بداية حركة 1958. فبدى أكثر استقلالية في الرأي والفكر وبعد طرحه لمبادئه في مجلس الوزراء عن أهمية الوحدة الوطنية قبل الوحدة القومية وضرورة حل المشكلة الكردية سلمياً قبل الشروع بأي مشروع وحدوي. تصدى له الوزراء الممثلين للتنظيم القومي والناصري ومنهم عارف عبد الرزاق وعبد الكريم الفرحان وصبحي عبد الحميد ومارسوا ضغوطاً من أجل إعلان الوحدة الفورية والاندماجية مع الجمهورية العربية المتحدة التي عارضها الرئيس عارف مصرحاً بان أي مشروع وحدوي يجب أن توضع له الدراسات الكاملة في كل النواحي منها السياسية والاقتصادية بعد إنجاز الوحدة الوطنية لكي لايقع فريسة التسرع والأخطاء كما حدث مع الوحدة بين سورية ومصر ثم ما لبث الوزراء القوميون أن قاموا بمحاولة قلب نظام الحكم الأمر الذي أدى بعبد السلام عارف إلى ابعادهم عن الحكم. إلا أنه رغم ذلك لم يعط الفرصة للخلاف مع الرئيس جمال عبد الناصر معتبراً بان محاولة الانقلاب تحرك ذاتي قام به التنظيم القومي دون تدخل من عبد الناصر.

## عبد السلام عارف في حياته الخاصة
حصل المشير عبد السلام محمد عارف على شهادة الماجستير في العلوم العسكرية. كان يهوى التصوير الفوتوغرافي والزراعة المنزلية «أثناء الإقامة الجبرية» ورحلات الصيد والطيران، على الرغم من أن صنفه سلاح المشاة، إلا أنه لم تتح له فرصة قيادة طائرة وحده الا مع طيار. كان يعكف على قراءة الكتب التاريخية والفلسفية والعسكرية والسياسية إضافةً إلى الكتب الدينية والروايات العربية وكان متابعاً جيداَ للافلام العربية ويعشق المقام العراقي وناظم الغزالي الذي كان يرتبط به بعلاقات شخصية تعود إلى حرب فلسطين عام 1948 حيث زار الغزالي الجبهة للدعم المعنوي للجيوش العربية. وكذلك كان من المعجبين بمحمد عبد الوهاب وأم كلثوم، الذان انشدا «لثورات» العراق لاسيما أم كلثوم التي اهدته انشودة «ثوار لاخر مدى» عام 1963 بعد حركة 8 فبراير/شباط، بعد أن انشدت «بغداد يا قلعة الأسود» بعد حركة 14 يوليو/تموز 1958، وكان من محبي الرياضة ومن مشجعي كرة القدم حيث أوعز بعد افتتاحه لاستاد ملعب الشعب الدولي لاستضافة وتنظيم البطولة الأولى لكأس العرب في بغداد عام 1966، كما كان معجباً خصوصًا باللاعبين قاسم زوية وهشام عطا عجاج ولديه مراسلات خاصة مع الملاكم محمد علي كلاي. كان يهوى جمع التحفيات والأسلحة الشخصية والمسابح الثمينة والسجاد. وبسبب دراسته في ألمانيا وسفراته الطويلة والمتكررة لعدد من العواصم الاوربية اتقن بطلاقة اللغة الألمانية وتكلم الإنجليزية. ألف عددا من الكراسات والمقالات المتخصصة المنشورة في المجلة العسكرية، أهمها كراسة التدريب العسكري «حرب الاغمار» والتي بقيت تدرس في الكلية العسكرية/الحربية العراقية إلى وقت قريب. حاز على عدد من الاوسمة والأنواط أثناء سيرته العسكرية لمشاركاته في حرب فلسطين عام 1948 وتفوقة في دوراته داخل وخارج العراق. متزوج وله خمسة أبناء. كان الرجل الثاني من القادة العرب بعد الرئيس جمال عبد الناصر. قال فيه أبا إيبان وزير خارجية إسرائيل الاسبق «لاامن لإسرائيل بوجود حكام عرب مثل عبد الناصر وعارف».

## وفاة عبد السلام عارف
توفي الرئيس عبد السلام عارف على أثر سقوط طائرة الهيلكوبتر السوفيتية الصنع طراز ميل موسكو في ظروف غامضة حيث كان يستقلها هو وبعض وزراءه ومرافقيه بين القرنة والبصرة مساء يوم 13 أبريل/نيسان 1966 وهو في زيارة تفقدية لألوية (محافظات) الجنوب للوقوف على خطط الاعمار وحل مشكلة المتسللين الإيرانيين.
كان مع الرئيس عبد السلام عارف في الطائرة مجموعة من الضباط والوزراء وعددهم عشرة أشخاص ومنهم:
- اللواء عبد اللطيف الدراجي (وزير الداخلية).
- العميد عبد الهادي الحافظ (وكيل وزير الصناعة).
- المتصرف محمد ندى مطر الحياني (متصرف لواء البصرة).
- الوزير مصطفى عبد الله طه (وزير الصناعة).
- العميد زاهد محمد صالح.
- العميد جهاد أحمد فخري.
- الرائد عبد الله مجيد.
- النقيب الطيار خالد محمد نوري.
- النائب ضابط (براد) كريم حميد.
- النائب ضابط (كهربائي) محمد عبد الكريم.[23]

## الرئاسة بعد وفاة عبد السلام عارف
حاولت مراكز القوى وتياراتها المتواجدة في السلطة والقوات المسلحة بعد وفاة عبد السلام عارف الهيمنة على السلطة في العراق وتمثلت مراكز القوى تلك بتيارين رئيسين:
- العسكريين الذين وقفوا إلى جانب رئيس أركان الجيش اللواء عبد الرحمن عارف، شقيق عبد السلام عارف، وتياره المنادي بالاستمرار بنفس برنامح عمل الرئيس المتوفي.
- المدنيين الذين وقفوا إلى جانب رئيس الوزراء عبد الرحمن البزاز وتياره المنادي بالانفتاح على الغرب والمنادي بإقامة نظام برلماني على النحو الذي كان سائداً أبان العهد الملكي.

ويذكر خالد محي الدين عضو مجلس قيادة الثورة المصري في برنامج زيارة خاصة/ ج2 «ق.الجزيرة» بأن حكومة عبد الناصر كانت تفضل ترشيح عبد الرحمن عارف كرئيس للعراق بهدف الرغبة باستمرار ما بدأ به أخيه لميلهما المشترك للتيار الوحدوي بغية اتمام مشروع الوحدة الثلاثية بين مصر والعراق وسوريا. أما الرئيس عبد الرحمن عارف فكان ذو شخصية متسامحة يحاول إرضاء جميع التيارات. وفي اجتماع عاجل لمجلس الوزراء تم التداول بين 3 مرشحين لرئاسة العراق وهم: عبد الرحمن عارف وعبد الرحمن البزاز وعبد العزيز العقيلي، قائد الفرقة العسكرية الأولى وقد فاز البزاز بفارق صوت واحد في الاقتراع الأول ولكن ما وصف «بإصرار الضباط» على انتخاب عبد الرحمن عارف فقد جرت دورة ثانية وانتهى الخلاف بالبزاز إلى سحب ترشيحه لصالح عبد الرحمن عارف.

## أحداث وتواريخ في مسيرة عبد السلام عارف
- بتاريخ 2 مايو/أيار 1941 اشترك بثورة مايس ضد الاحتلال البريطاني للعراق «حركة رشيد عالي الكيلاني باشا».
- عام 1948 اشترك في الحرب الفلسطينية الأولى.
- في 1951 سافر إلى ألمانيا للدراسة في دوسلدورف وحتى نهاية عام 1956 التي اثرت على وثقافته وسياسته.
- عام 1956 انتمى إلى تنظيم الضباط الوطنيين «الأحرار» المناهض للحكم الملكي.
- بتاريخ 14 يوليو/تموز 1958 قام عبد السلام عارف وعبد الكريم قاسم وبعض الضباط في خلية تنظيم الضباط الوطنيين بالإطاحة بالنظام الملكي.
- في عام 1959 أقصي الرئيس عارف من منصبه ثم اعتقل لمواقفه المناهضة لسياسات الحكومة بقيادة عبد الكريم قاسم
- بتاريخ 8 فبراير/شباط 1963 اطاح عبد السلام عارف وحزب البعث بحكم عبد الكريم قاسم والحزب الشيوعي العراقي.
- بتاريخ 18 نوفمبر /تشرين الثاني 1963 قام عبد السلام عارف باقصاء حزب البعث العربي الاشتراكي من الحكومة بسبب أعمال العنف التي قام بها الحزب جراء سلسلة انشقاقات داخله والتجاوزات التي قامت بها مليشيا الحزب «الحرس القومي».
- بتاريخ 4 سبتمبر/أيلول 1964 فشل البعثيون في الانقلاب عليه.
- بتاريخ 16 أكتوبر 1964 وقع اتفاقية الوحدة مع الجمهورية العربية المتحدة بين العراق وسوريا ومصر إلا أن وفاته حالت دون تحقيق ذلك.
- عام 1964 توسط لدى الرئيس المصري جمال عبد الناصر للإفراج عن الكاتب الإسلامي سيد قطب فكان له ذلك. إلا أنه مالبث ان اعتقل ثانيةً عام 1965 بعد اتهامه بالاشتراك في قلب نظام الحكم والتحريض على احراق معامل حلوان.
- عام 1964 أطلق مبادرة توحيد القوات العسكرية العربية الرابضة في جبهات القتال مع إسرائيل تحت قيادة واحدة والتي تمخضت لاحقا بمعاهدة الدفاع العربي المشترك.
- بتاريخ 15 سبتمبر/أيلول 1965 فشل عارف عبد الرزاق رئيس الوزراء ووزير الدفاع في الانقلاب عليه أيضا.
- عام 1965 اتفق مع الحكومتين المصرية والسورية لاتخاذ خطوات من شأنها تفعيل الإجراءات الخاصة بالوحدة بين تلك الدول حيث تم تنفيذ خطة التبادل الاستراتيجي للدفاع المشترك الخاص بأنتشار القطعات العسكرية لتلك الدول على أراضيها حيث ارسلت بعض قطعات المشاة واسراب الطائرات العراقية لمصر وسوريا وتم استقبال قطعات تلك الدول في العراق بضمنها كتيبة من القوات الخاصة المصرية وثلة من جهاز المخابرات المصري العامل ضد «إسرائيل» وكان بضمنهم رجل المخابرات المصري المعروف رفعت الجمال الملقب برأفت الهجان.
- توفي في حادث سقوط طائرة هليوكبتر مساء 13 أبريل/نيسان 1966، حيث سقطت الطائرة بين منطقة القرنة والبصرة. وتولى شقيقه الرئيس عبد الرحمن عارف مقاليد الحكم في العراق بعد التصويت عليه من قبل مجلس الوزراء.

## مؤلفاته
- حرب الاغمار.
- الاشتراكية والإسلام.
- الوحدة العربية والوحدة الوطنية.

## روابط خارجية
- عبد السلام عارف على موقع الموسوعة البريطانية (الإنجليزية)
- عبد السلام عارف على موقع مونزينجر (الألمانية)